# Леонард Лео
Леонард Ентоні Лео (нар. листопад 1965) — американський юрист, бізнесмен та консервативний активіст, впливовий консервативний лобіст, колишній віцепрезидент Федералістського товариства. Наразі, разом зі Стівеном Калабрезі, є співголовою ради директорів організації.
Лео створив мережу впливових консервативних юридичних груп, що фінансуються переважно анонімними донорами, включаючи Фонд 85 та Фонд Конкорд, які слугують центрами фінансування для афілійованих політичних некомерційних організацій. Він допомагав Кларенсу Томасу на слуханнях щодо затвердження його кандидатури у Верховному суді та очолював кампанії на підтримку висунення кандидатур суддів: Джона Робертса, Семюеля Аліто, Ніла Горсача, Бретта Кавано та Емі Коні Барретт.

## Раннє життя та освіта
Леонард Ентоні Лео народився на Лонг-Айленді, штат Нью-Йорк, у листопаді 1965 року та виріс у передмісті Нью-Джерсі. Його дід, італійський іммігрант, був віце-президентом компанії з виробництва одягу Brooks Brothers. Він виріс у родині практикуючих католиків.
Батько Лео був кондитером і помер, коли Лео був зовсім маленьким. Коли Лео було п'ять років, його мати вийшла заміж за інженера, і родина переїхала до містечка Монро, штат Нью-Джерсі, де він провів більшу частину свого дитинства. Він закінчив середню школу містечка Монро у 1983 році, де він та його майбутня дружина Саллі були названі «найбільш схильними до успіху» у шкільному щорічнику.
Лео навчався у Корнельському університеті, який закінчив зі ступенем бакалавра в 1986 році, працюючи стажером в офісі сенатора Орріна Гетча. Потім він навчався у докторантурі Корнельської школи права, яку закінчив зі ступенем доктора юридичних наук у 1989 році. Після того він працював секретарем судді А. Реймонда Рендольфа Апеляційного суду США округу Колумбія.

## Кар'єра

### Робота з висування на суддівські посади
Вивчаючи право в Корнеллі, Лео заснував студентське відділення Федералістського товариства в 1989 році та почав працювати в цьому товаристві в 1991 році у Вашингтоні, округ Колумбія. Він познайомився з Кларенсом Томасом, працюючи клерком в Апеляційному суді, і вони стали близькими друзями. Лео відклав свій початок роботи у Федералістському товаристві, щоб допомогти Томасу на слуханнях щодо затвердження його кандидатури у Верховному суді.
Лео служив у Федералістському товаристві на різних посадах понад 25 років. У 2019 році «Вашингтон пост» повідомила, що Федералістське товариство протягом кількох років виплачувало Лео річну зарплату понад 400 000 доларів.

#### Адміністрація Буша
Лео взяв відпустку від Федералістського товариства, щоб допомогти адміністрації Буша з висуванням та затвердженням кандидатів на посади суддів. Серед його ініціатив були невдале висунення кандидатури Мігеля Естради до Апеляційного суду США від округу Колумбія, а також успішне затвердження Джона Робертса та Семюеля Аліто до Верховного суду США.

#### Адміністрація Трампа
У 2017 році юридичний аналітик Джеффрі Тубін писав, що Лео «значною мірою відповідає за третину суддів Верховного Суду». Пізніше «Вашингтон пост» напише, що «мало хто поза урядом має зараз більший вплив на призначення суддів, ніж Лео».

#### Номінація Ніла Горсача
У 2016 році Лео працював з лідером більшості в Сенаті Мітчем Макконнеллом, щоб заблокувати призначення Мерріка Гарланда на посаду наступника президента Барака Обами. Некомерційна організація Лео, «Судова кризова мережа» (Judicial Crisis Network, JCS), повідомила, що витратила понад 7 мільйонів доларів, щоб запобігти затвердженню Гарланда.
Після обрання Дональда Трампа газета «Нью-Йорк Таймс» описала Лео як такого, що відіграв «вирішальну роль» у переформаті судової системи через кандидатів Трампа до Верховного суду, спочатку зв'язавшись із тодішнім апеляційним суддею Нілом Горсачем щодо можливого висунення його на вакансію, що утворилася після смерті Скалії.
Юридична фірма CRC Advisors, очолювана Лео, координувала «щомісячну медіакампанію» на підтримку висунення Горсача, включаючи публікації, виступи експертів на телебаченні, а також телевізійну та радіорекламу. Між 2014 і 2017 роками організації, пов'язані з Лео, зібрали понад 250 мільйонів доларів від донорів, включаючи Чарльза Коха та Ребекку Мерсер.

#### Номінація Бретта Кавано
У 2018 році Politico повідомило, що Лео особисто лобіював висунення Бретта Кавано на посаду до Верховного Суду, яку звільнив Ентоні Кеннеді, зібравши понад 15 мільйонів доларів на підтримку його затвердження. «Судова кризова мережа» транслювала телевізійну та радіорекламу на підтримку висунення Кавано, а радники CRC «розкручували теорію про те, що звинувачення Крістін Блейзі Форд — буцімто, коли вони обоє навчалися у старшій школі, Кавано штовхнув її на ліжко та намагався зняти з неї одяг — насправді було випадком помилкової ідентифікації».

#### Номінація Емі Коні Барретт
В інтерв'ю 2018 року, коли Лео запитали про можливу вакансію у Верховному суді протягом виборчого року, він заявив: «Якщо вакансія виникне у 2020 році, вона має залишатися відкритою до обрання та інавгурації президента, який зможе зробити свій вибір. Це моя позиція, крапка».
Після смерті судді Рут Бейдер Гінзбург у вересні 2020 року, The Wall Street Journal повідомила, що Лео брав участь у процесі відбору на заміну Гінзбург. Зрештою, цей процес призвів до призначення Емі Коні Барретт у жовтні 2020 року.

### Розбудова консервативної мережі впливу

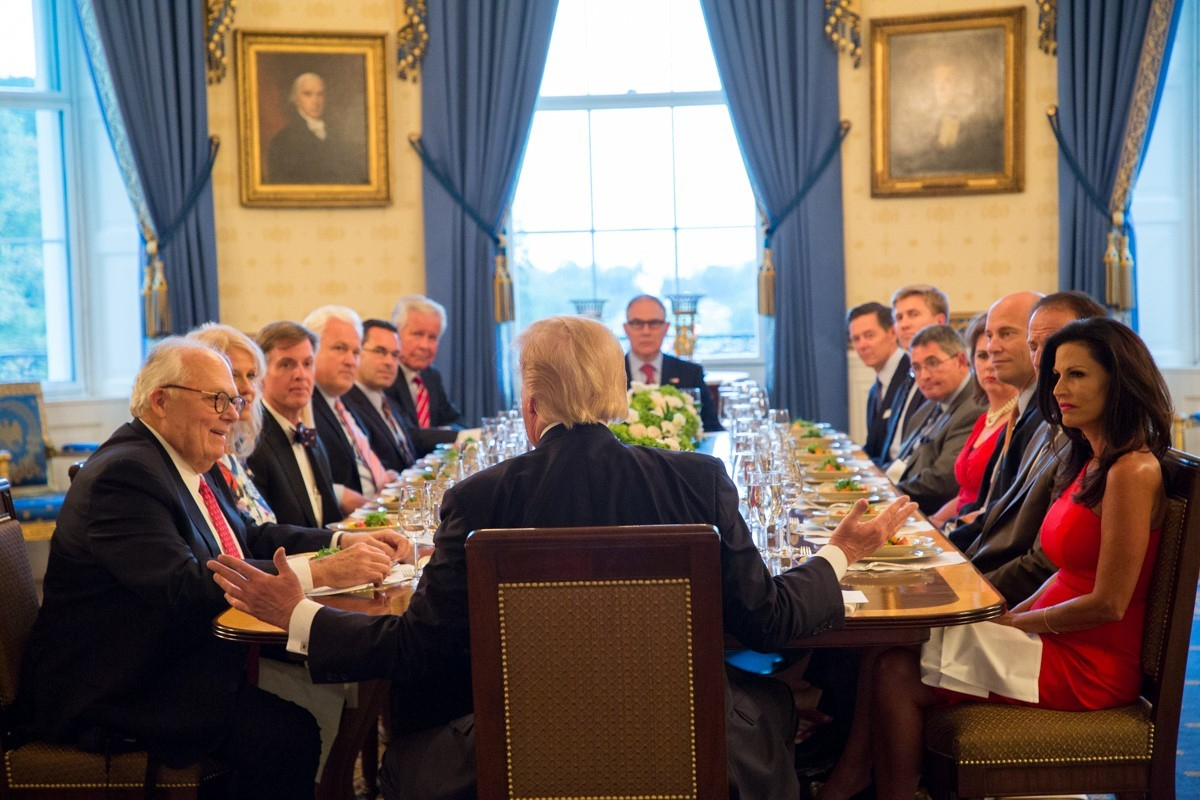
Зустріч президента Трампа з Лео та іншими, 2017 рік

ЗМІ описували Лео як «закулісного керівника мережі взаємопов'язаних некомерційних організацій, яка зібрала та витратила сотні мільйонів доларів на підтримку консервативних суддів та їхніх ініціатив». Серед груп, пов'язаних з Лео, є Фонд 85; Фонд Конкорд (раніше Судова кризова мережа); Траст «Марбл Фрідом»; Траст верховенства права, а також інші. У 2022 році Marble Freedom Trust отримав пожертву в розмірі 1,6 мільярда доларів від бізнесмена з Іллінойсу Барре Сеїда, яку назвали «найбільшою відомою пожертвою групі політичного активізму в історії США».
У статті Кеннета П. Фогеля в The New York Times за жовтень 2022 року детально розповідалося про те, як Лео, відомий своєю роллю в консервативних призначеннях суддів, створив ширшу коаліцію у правому політичному спектрі. У січні 2020 року Лео оголосив, що залишає посаду віце-президента Федералістського товариства, щоб заснувати нову комерційну групу CRC Advisors, консервативну політичну консалтингову фірму. При цьому Лео залишався на посаді співголови ради директорів Федералістського товариства.
Фогель писав, що Лео створив «одну з найкраще фінансованих та найскладніших операцій в американській політиці, що забезпечує йому надзвичайний вплив, оскільки він просуває широкий спектр актуальних консервативних ідей та прагне протидіяти тому, що він вважає зростаючим лівим ухилом у суспільстві». У 2023 році ProPublica описала активізм Лео, зокрема через мережу Teneo, як такий, що зосереджується на «вокізмі» в корпораціях та освіті, «односторонній журналістиці» та «розвагах, які справді розбещують нашу молодь».
«Teneo», що з латини означає «я тримаю», стверджує, що має план «знищити ліберальне панування» в журналістиці та освіті, а також у бізнесі та політиці. Ця мережа складається з різних вільно афілійованих некомерційних та комерційних організацій, які разом витратили майже 504 мільйони доларів між серединою 2015 і 2021 роками. До них належать дві комерційні фірми, що принаймні частково контролюються самім Лео — BH Group та CRC Advisors, які також отримують компенсацію від інвестиційних центрів мережі Лео, The 85 Fund та Concord Fund.
Мережа Teneo є членом дорадчої ради Проекту 2025, збірки консервативних та правих політичних пропозицій від Фонду Heritage щодо реорганізації федерального уряду Сполучених Штатів та консолідації виконавчої влади у разі перемоги кандидата від Республіканської партії на президентських виборах 2024 року.
У 2011 та 2012 роках Лео домовився про те, що компанія The Polling Company, що належить Келліенн Конвей, субконтрактором якої є Проект судової освіти, виплатить 80 000 доларів США компанії Liberty Consulting, що належить Джинні Томас, дружині судді Верховного суду Кларенса Томаса. Лео наказав Конвей не згадувати Джинні Томас у своїх документах, заявивши газеті «Вашингтон пост» : «Опитувальна компанія разом із допомогою Джинні Томас стала безцінним ресурсом для оцінки громадської думки», і що «знаючи, наскільки неповажними, злісними та схильними до пліток можуть бути люди, я завжди намагався захистити конфіденційність судді Томас та Джинні».
У червні 2023 року ProPublica повідомила, що Лео допомагав організовувати та відвідував риболовлю разом із суддею Семюелем Аліто та бізнесменом Полом Сінгером, чиї фірми пізніше були сторонами у судовому процесі у Верховному суді.
У березні 2023 року Politico повідомило, що у 2021 та 2022 роках Лео перевів щонайменше 43 мільйони доларів зі своїх некомерційних організацій до CRC Advisors, комерційного бізнесу, яким він керує. У серпні 2023 року Генеральний прокурор округу Колумбія Браян Швальб розпочав розслідування діяльності Лео та його мережі некомерційних груп після отримання листа від прогресивної наглядової групи, в якій стверджувалося, що групи, пов'язані з Лео, порушили податкове законодавство про некомерційні організації.
Адвокат Лео, Девід Рівкін, заявив у жовтні 2023 року, що Лео не співпрацюватиме зі слідством, оскільки Швальб «не мав юридичних повноважень», тому що некомерційні організації Лео не зареєстровані у Вашингтоні, округ Колумбія Згодом мережа Лео розпочала кампанію тиску, спрямовану на Швальба. Дванадцять генеральних прокурорів-республіканців оскаржили правову основу розслідування Швальба, а члени Палати представників США від Республіканської партії оголосили про проведення розслідування Швальба.
Лео володіє будинком на острові Маунт-Дезерт, у штаті Мен. Після того, як він зустрівся з лідерами асоціації рибалок Нової Англії, яка виступала проти проектів морської вітрової енергетики, Фонд Конкорд пожертвував групі 573 000 доларів США як у 2023, так і у 2024 роках.
У квітні 2024 року Судовий комітет Сенату видав Лео повістку щодо нерозкритих подарунків суддям Верховного Суду. Протягом дня Лео публічно відмовився співпрацювати з повісткою, назвавши її «політично мотивованою» та такою, що випливає з «темних грошей».
У вересні 2024 року в інтерв'ю Financial Times Лео заявив, що Marble Freedom Trust виділить 1 мільярд доларів на «знищення ліберального домінування» у новинах та розвагах, а також на боротьбу з «компаніями та фінансовими установами, які піддаються вірусу несвідомого розуму». Траст також підтримує зусилля республіканців щодо повернення більшості в Сенаті.

### Релігійний активіст
Лео був національним співголовою католицького просвітницького відділу Республіканського національного комітету та католицьким стратегом президентської кампанії Буша 2004 року. Президент Джордж Буш-молодший та Сенат Сполучених Штатів призначили його на три терміни до Комісії Сполучених Штатів з міжнародної релігійної свободи. Він є членом правління Національного католицького молитовного сніданку.
У 2012 році Лео входив до ради директорів Католицької асоціації та її дочірньої організації «Фонд католицької асоціації», яка проводила кампанії проти легалізації одностатевих шлюбів. У 2016 році Лео отримав 120 000 доларів за свою роботу в Католицькій асоціації.
Коли Лео очолював Комісію США з міжнародної релігійної свободи, аналітик з питань мусульманської політики подала скаргу на цю групу до Комісії з рівних можливостей працевлаштування, стверджуючи, що вона постраждала через дискримінацію проти мусульман. Лео заперечував звинувачення у дискримінації щодо організації, і жодних конкретних претензій щодо Лео не висувалося. Скаргу до Комісії з рівних можливостей працевлаштування (EEOC) було відхилено.

### Інші зустрічі та робота
Він був делегатом США в Раді ООН та Комісії ООН з прав людини, а також в Організації з безпеки та співробітництва в Європі та Всесвітній асамблеї охорони здоров'я. Лео був спостерігачем у Всесвітній організації інтелектуальної власності та членом Національної комісії США при ЮНЕСКО.
Лео публікувався в The New York Times, The Wall Street Journal та The Huffington Post. Він отримав премію Бредлі 2009 року.
Лео є членом Ради національної політики, до складу якої також входять Вірджинія Томас, дружина Кларенса Томаса; Брент Бозелл, засновник Центру досліджень медіа ; та Ральф Рід, голова некомерційної організації «Коаліція віри та свободи».

### Стосунки з Дональдом Трампом
Федералістське товариство та Лео відіграли ключову роль у консультуванні Дональда Трампа та просуванні консервативних суддів, що Трамп назвав «одним із найбільших досягнень» свого першого терміну. У 2016 році Трамп заявив: «У нас будуть чудові судді, консервативні, всі підібрані Федералістським товариством». Незважаючи на це, у дописі в соціальних мережах 29 травня 2025 року Трамп назвав Лео «справжнім негідником» та «поганою людиною».
Розлючений допис Трампа став відповіддю на рішення Суду міжнародної торгівлі США, яке визнало, що Трамп перевищив свої повноваження, запроваджуючи масштабні глобальні тарифи. Одного з трьох суддів торгового суду призначив сам Трамп у 2017 році, після консультації з Федералістським товариством.

## Особисте життя
Лео — римо-католик. У нього семеро дітей з дружиною Саллі. Їхня донька Маргарет померла у 2007 році у віці 14 років від розщеплення хребта. Лео розповідав про глибокий вплив, який її життя мало на нього.
Лео — лицар Мальтійського Ордену. У жовтні 2022 року Лео був нагороджений Відзнакою Івана Павла II за нову євангелізацію від Католицького інформаційного центру. У травні 2023 року Лео отримав почесний докторський ступінь від Бенедиктинського коледжу у Канзасі.

## Твори
- Presidential Leadership: Rating the Best and the Worst in the White House (Simon & Schuster, 2004) ISBN 978-0743274081. Leo co-edited this volume with James Taranto.